# Bombylius shibakawae
Bombylius shibakawae är en tvåvingeart som beskrevs av Matsumura 1916. Bombylius shibakawae ingår i släktet Bombylius och familjen svävflugor. Inga underarter finns listade i Catalogue of Life.